# طوطی روپل
طوطی روپل (نام علمی: Poicephalus rueppellii) نام یک گونه از سرده طوطی‌های بال‌دراز است.
طوطی روپل بومی جنوب غرب آفریقا، در ناحیه‌ای بین مرکز نامیبیا تا جنوب غرب آنگولا است. زیستگاه این پرنده گرم‌دشت‌هایی است که درخت و بیشه دارند. این گونه طوطی نزدیک به جویبارها و رودها بیشتر دیده می‌شود. نام آن از کاشف و طبیعت‌شناس آلمانی ادوارد روپل گرفته شده‌است.

## شکل ظاهری
طول قد طوطی روپل ۲۲ تا ۲۵ سانتی‌متر است و وزن آن بین ۱۲۱ تا ۱۵۶ گرم است. رنگ کلی این پرنده قهوه‌ای تیره و رنگ سرش خاکستری تیره است. هم نر این طوطی و هم ماده آن در لبه آغازی پرهای خود پرهایی به رنگ زرد دارند. پرهای روی بالای پای آن‌ها نیز زرد است. در طوطی‌های روپل نابالغ این رنگ زرد کمرنگ است یا هنوز وجود ندارد.
در طوطی‌های روپل دودیسی جنسی دیده می‌شود به این صورت که ماده‌های بالغ بر روی بخش پایینی پشت خود و بر روی کفل پرهای آبی دارند اما در نرها با رسیدن به مرحله بلوغ این رنگ آبی از بین می‌رود.

## زادآوری
طوطی روپل در حفره‌های درختان لانه می‌گزیند. تخم‌های این پرنده به رنگ سفید است و معمولاً سه یا چهار تخم با هم می‌گذارد. طوطی ماده حدود ۲۸ روز بر روی تخم می‌نشیند و جوجه‌ها حدود ۶۸ روز پس از سر درآوردن از تخم لانه را ترک می‌کنند.